# Campoalegre
Campoalegre – miasto w Kolumbii, w departamencie Huila.